# Giá trị R (cách nhiệt)

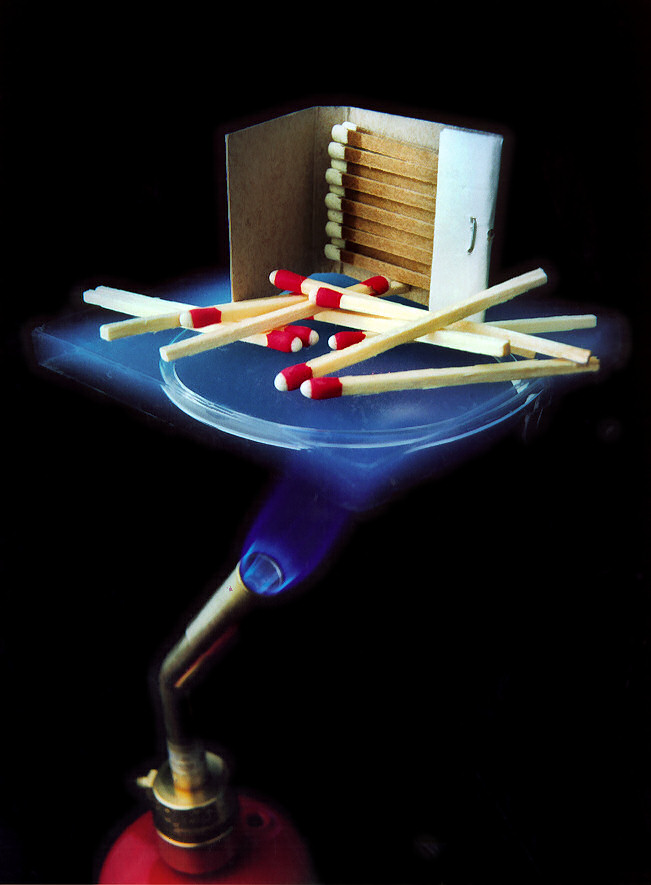
Aerogel là một chất con người tạo ra cách nhiệt cực kỳ hiệu quả và có giá trị R rất cao

giá trị R là một đại lượng cách nhiệt  được sử dụng trong việc xây dựng và ngành công nghiệp xây dựng. Trong điều kiện thống nhất, nó là tỷ lệ của sự khác biệt nhiệt độ trên một chất cách nhiệt và nhiệt dòng (truyền nhiệt trên một đơn vị diện tích, {\displaystyle {\dot {Q}}_{A}}) thông qua nó hoặc {\displaystyle R=\Delta T/{\dot {Q}}_{A}}. Giá trị R đang được thảo luận là đơn vị kháng nhiệt. Điều này được sử dụng cho một giá trị đơn vị của vật liệu đặc biệt bất kỳ. Nó được thể hiện như độ dày của vật liệu chia dẫn nhiệt. Đối với kháng nhiệt của toàn bộ một phần của vật chất, thay vì đơn kháng chiến, chia kháng đơn vị nhiệt của khu vực của vật liệu. Ví dụ, nếu bạn có sức đề kháng đơn vị nhiệt của một bức tường, chia cho diện tích mặt cắt ngang của chiều sâu của bức tường để tính toán khả năng chịu nhiệt. Các đơn vị độ dẫn nhiệt của vật liệu được ký hiệu là C và là đối ứng của cuộc kháng chiến đơn vị nhiệt. Điều này cũng có thể được gọi là bề mặt đơn vị dẫn và ký hiệu là h. số lớn hơn, tốt hơn xây dựng cách nhiệt 's hiệu quả  Giá trị R là đối ứng của giá trị U.
Khoảng nhất của thế giới, giá trị R được đưa ra trong đơn vị SI, thường kelvin mét vuông cho mỗi watt hoặc m² K/W (hoặc tương đương để m² · °C/W). Trong [[Hoa Kỳ phong tục các đơn vị, R-giá trị được đưa ra trong đơn vị ft²·Fahrenheit °F·h/Btu. Nó đặc biệt dễ nhầm lẫn giá trị R của Mỹ và SI, bởi vì giá trị R-ở cả Mỹ và các nơi khác thường được trích dẫn mà không có đơn vị của mình, ví dụ như "R-3.5". Thông thường, tuy nhiên, các đơn vị chính xác có thể được suy ra từ bối cảnh và độ lớn của các giá trị. Hoa Kỳ R-giá trị khoảng sáu lần SI R-giá trị
Truyền nhiệt thông qua một lớp cách nhiệt tương tự như điện trở. Việc chuyển nhiệt có thể được làm việc bằng cách suy nghĩ của kháng trong loạt với một tiềm năng cố định, ngoại trừ các điện trở là điện trở nhiệt và tiềm năng là sự khác biệt trong nhiệt độ từ một phía của vật liệu khác. Cuộc kháng chiến của từng nguyên liệu để truyền nhiệt phụ thuộc vào khả năng chịu nhiệt cụ thể [R-giá trị] / [đơn vị độ dày, đó là một thuộc tính của vật liệu (xem bảng dưới đây) và độ dày của lớp đó. Một rào cản nhiệt bao gồm nhiều lớp sẽ có một số điện trở nhiệt trong các mạch tương tự, mỗi trong loạt. Giống như sức đề kháng trong mạch điện, tăng chiều dài vật lý của một phần tử điện trở (than chì, ví dụ) làm tăng sức đề kháng tuyến tính, gấp đôi độ dày của một lớp có nghĩa là một nửa số truyền nhiệt và tăng gấp đôi giá trị R, tăng gấp bốn lần, khu;... thực tế, mối quan hệ tuyến tính có thể được chỉ gần đúng cho một số tài liệu Bản mẫu:Chú thích cần thiết.
Bộ Năng lượng Mỹ đã đề nghị giá trị R cho các khu vực của Hoa Kỳ dựa trên các chi phí năng lượng địa phương nói chung để sưởi ấm và làm mát, cũng như khí hậu của khu vực. Có bốn loại vật liệu cách nhiệt: Rolls và batts, Loose điền vào, bọt cứng, và Foam-tại-chỗ. Rolls và batts thường được cách điện linh hoạt trong sợi như sợi thủy tinh. Loose-cách nhiệt điền vào trong sợi lỏng hoặc dạng viên và phải được thổi vào không gian. Cứng nhắc bọt là tốn kém hơn so với chất xơ, nhưng nói chung có giá trị R-cao hơn trên một đơn vị có độ dày. Foam ở vị trí có thể được thổi vào khu vực nhỏ để kiểm soát rò rỉ khí, giống như những người xung quanh cửa sổ 
Tăng độ dày của một lớp cách điện làm tăng sức đề kháng nhiệt. Ví dụ, tăng gấp đôi độ dày của sợi thủy tinh batting sẽ tăng gấp đôi R-giá trị của nó, có lẽ từ 2,0 m² K/W 110 mm độ dày, tăng đến 4,0 m² K/W 220 mm chiều dày. Truyền nhiệt thông qua một lớp cách điện tương tự như thêm sức đề kháng cho một mạch series với một điện áp cố định. Tuy nhiên, điều này chỉ nắm giữ khoảng bởi vì độ dẫn nhiệt hiệu quả của một số vật liệu cách nhiệt phụ thuộc vào độ dày. Bổ sung các tài liệu gửi kèm theo các vật liệu cách nhiệt như sheetrock và đứng về phía cung cấp thêm nhưng thường nhỏ hơn nhiều giá trị R-.
Có nhiều yếu tố đi vào chơi khi sử dụng giá trị R để tính toán sự mất nhiệt đối với một bức tường cụ thể. Nhà sản xuất R giá trị chỉ áp dụng cho cách nhiệt được cài đặt đúng. Squashing hai lớp batting vào độ dày dành cho một lớp sẽ tăng lên nhưng không tăng gấp đôi giá trị R. Một yếu tố quan trọng để xem xét là đinh tán và các cửa sổ cung cấp một đường truyền dẫn nhiệt song song đó là không bị ảnh hưởng bởi giá trị cách nhiệt R. Ý nghĩa thiết thực của việc này là một trong những có thể tăng gấp đôi giá trị R được sử dụng để bảo vệ một căn nhà và nhận ra ít hơn so với giảm 50% tổn thất nhiệt. Ngay cả vật liệu cách nhiệt bức tường hoàn hảo chỉ loại bỏ dẫn thông qua vật liệu cách nhiệt, nhưng để lại sự mất mát không bị ảnh hưởng nhiệt dẫn điện thông qua các vật liệu như kính cửa sổ và đinh tán cũng như tổn thất nhiệt từ không khí trao đổi.
Các giá trị R là một biện pháp chậm phát triển trí cách nhiệt thiệt hại theo quy định điều kiện thử nghiệm. Các chế độ chính của truyền nhiệt bị cản trở bởi vật liệu cách nhiệt là dẫn nhưng không thể tránh khỏi, nó cũng ngăn cản sự mất nhiệt bởi cả ba phương thức truyền nhiệt: dẫn nhiệt, đối lưu và bức xạ. Các phương tiện chính của sự mất nhiệt qua một không gian chứa đầy không khí uninsulated đối lưu tự nhiên, xảy ra do những thay đổi về mật độ không khí với nhiệt độ. Cách điện rất nhiều làm chậm đối lưu tự nhiên. Hầu hết các insulations không khí cái bẫy để mất nhiệt đối lưu quan trọng là loại bỏ để lại chỉ dẫn và chuyển giao bức xạ. Vai trò chính của vật liệu cách nhiệt như vậy là làm cho độ dẫn nhiệt của cách điện của không khí trì trệ, bị mắc kẹt. Tuy nhiên điều này không thể được thực hiện đầy đủ bởi vì các sợi len thủy tinh hay bọt là cần thiết để ngăn chặn đối lưu và làm tăng độ dẫn nhiệt so với không khí tĩnh. Truyền nhiệt bức xạ được giảm thiểu bằng cách có nhiều bề mặt bị gián đoạn một "cái nhìn rõ ràng" giữa các bề mặt bên trong và bên ngoài của vật liệu cách nhiệt. Bản mẫu:Chú thích cần thiết bề mặt như vậy nhiều phong phú trong batting và bọt xốp. Bức xạ cũng được giảm thiểu bằng cách phát xạ thấp (phản chiếu cao) bề mặt. Dẫn nhiệt thấp hơn và, do đó, giá trị R cao có thể đạt được bằng cách thay thế không khí với argon khi thực tế chẳng hạn như giữa các cửa sổ bằng kính niêm phong gấp đôi và trong phạm vi cách ly đặc biệt bọt kín lỗ chân lông.

## Các đơn vị
Việc chuyển đổi giữa các đơn vị SI và Mỹ-R có giá trị là 1 h · ft ² · °F/Btu = 0,176110 K m² / W, hoặc 1 K · m² / W = 5,678263 h·ft²·°F/Btu.
Để phân biệt giữa hai đơn vị, một số tác giả sử dụng chữ viết tắt "" 'RSI "cho các định nghĩa SI

## Ví dụ (đơn vị SI)
Để tìm ra sự mất nhiệt trên một mét vuông, chỉ cần phân chia sự khác biệt nhiệt độ bằng giá trị R.
Nếu nội thất của nhà bạn là 20 °C, và khoang mái nhà ở 10 °C, chênh lệch nhiệt độ là 10 °C (= 10 K). Giả sử một trần nhà cách nhiệt R-2 (R = 2,0 m² K/W), năng lượng sẽ bị mất với tốc độ 10 K / 2 K · m² / W = 5 watt cho mỗi mét vuông của trần.

## Các mối quan hệ

### Giá trị U
"Giá trị U" (hoặc "Yếu tố U), đúng hơn gọi là hệ số truyền nhiệt tổng thể, mô tả như thế nào một yếu tố xây dựng tiến hành nhiệt. Nó đo lường mức độ truyền nhiệt thông qua một yếu tố xây dựng trên một khu vực nhất định, trong điều kiện tiêu chuẩn hóa. Tiêu chuẩn thông thường là một gradient nhiệt độ 24 °C, ở mức 50% độ ẩm với không có hệ thống cách điện gió  ("giá trị U nhỏ hơn là tốt hơn).
"U" là nghịch đảo của "R" với các đơn vị SI của W / (m K) và các đơn vị BTU / (h °F ft ²);
{\displaystyle U={\frac {1}{R}}={\frac {{\dot {Q}}_{A}}{\Delta T}}={\frac {k}{L}}}
ở đây "k" là tính dẫn nhiệt của vật liệu và "L" là độ dày của nó.
Xem thêm: tog (đơn vị) hoặc nhiệt hạng tổng thể (trong đó 1 tog = 0,1 m² K/W), được sử dụng cho chăn rating.

### Độ dày
Không nên nhầm lẫn giá trị R với nhiệt trở suất và nghịch đảo của nó, độ dẫn nhiệt. Đơn vị SI của nhiệt trở suất là K·m/W. Độ dẫn nhiệt giả định rằng việc chuyển giao nhiệt của vật liệu là tuyến tính liên quan đến độ dày của nó.

### Nhiều lớp
Trong tính toán giá trị R của một cài đặt nhiều lớp, giá trị R của các lớp riêng biệt được thêm vào:
Giá trị R (màng không khí bên ngoài)  + giá trị R  (gạch)  + giá trị R  (vỏ bọc)  + giá trị R  (cách điện)  + giá trị R  (thạch cao)  + giá trị R  (màng không khí bên trong)  = giá trị R  (tổng số) .
Để tính toán cho các thành phần khác trong một bức tường như khung, một giá trị R trung bình gia quyền theo khu vực của toàn bộ bức tường có thể được tính toán.

## Tranh cãi
Bản mẫu:Ref cải thiện phần

### Độ dẫn nhiệt so với dẫn nhiệt rõ ràng
Độ dẫn nhiệt là thông thường được định nghĩa là tỷ lệ dẫn nhiệt thông qua một loại vật liệu cho mỗi đơn vị diện tích cho mỗi đơn vị độ dày mỗi nhiệt độ khác biệt giữa các đơn vị (đồng bằng-T). Nghịch đảo của độ dẫn điện là điện trở (R mỗi đơn vị độ dày). Độ dẫn nhiệt là tỷ lệ của dòng nhiệt thông qua một đơn vị diện tích ở độ dày cài đặt và cho đồng bằng-T.
Thực nghiệm, dẫn nhiệt được đo bằng cách đặt các vật liệu tiếp xúc giữa hai đĩa dẫn điện và đo lường thông lượng năng lượng cần thiết để duy trì một gradient nhiệt độ nhất định.
Đối với hầu hết các phần, thử nghiệm giá trị R của vật liệu cách nhiệt được thực hiện ở nhiệt độ ổn định, thường là khoảng 70 °F không có chuyển động không khí xung quanh. Vì đây là những điều kiện lý tưởng, được liệt kê giá trị R đối với vật liệu cách nhiệt có thể được cao hơn nó thực sự là, bởi vì hầu hết các tình huống với cách điện trong các điều kiện khác nhau. Nguyên tắc chung về hiệu quả chung của các vật liệu cách nhiệt là một inch cách điện khoảng tương đương với 30 inch của bê tông 
Một định nghĩa của giá trị R dựa trên dẫn nhiệt rõ ràng đã được đề xuất trong tài liệu C168 được xuất bản bởi Hội Mỹ cho thử nghiệm và Vật liệu. Điều này mô tả nhiệt được chuyển giao tất cả ba cơ chế-dẫn, bức xạ đối lưu và.
Cuộc tranh luận vẫn còn giữa các đại diện từ các phân đoạn khác nhau của ngành công nghiệp vật liệu cách nhiệt của Mỹ trong quá trình sửa đổi các quy định của FTC Hoa Kỳ về quảng cáo giá trị R  minh họa sự phức tạp của các vấn đề.

### Nhiệt độ bề mặt trong mối quan hệ với phương thức truyền nhiệt
Có những yếu kém khi sử dụng một mô hình phòng thí nghiệm duy nhất để đồng thời đánh giá các thuộc tính của vật liệu để chống lại truyền nhiệt, bức xạ, hoặc đối lưu nóng. Nhiệt độ bề mặt thay đổi tùy thuộc vào phương thức truyền nhiệt.
Trong trường hợp không có bức xạ hoặc đối lưu, nhiệt độ bề mặt của chất cách điện bằng nhiệt độ không khí ở mỗi bên.
Trong phản ứng với bức xạ nhiệt, nhiệt độ bề mặt phụ thuộc vào độ phát xạ nhiệt của vật liệu. Các bề mặt sáng, phản chiếu, hoặc kim loại được tiếp xúc với bức xạ có xu hướng để duy trì nhiệt độ thấp hơn so với bóng tối, phi kim loại.
Đối lưu sẽ làm thay đổi tỷ lệ truyền nhiệt (nhiệt độ bề mặt) của một chất cách điện, tùy thuộc vào các đặc tính dòng chảy của khí hoặc chất lỏng trong tiếp xúc với nó.
Với nhiều chế độ truyền nhiệt, nhiệt độ bề mặt cuối cùng (và do đó thông lượng năng lượng quan sát và tính toán giá trị R) sẽ được phụ thuộc vào những đóng góp tương đối của các dẫn, bức xạ và đối lưu, mặc dù sự đóng góp tổng số năng lượng vẫn giữ nguyên.
Đây là một cân nhắc quan trọng trong xây dựng công trình bởi vì năng lượng nhiệt đến các hình thức khác nhau và tỷ lệ. Sự đóng góp của các nguồn nhiệt bức xạ và dẫn cũng thay đổi trong suốt cả năm và cả hai đều đóng góp quan trọng đối với nhiệt thoải mái
Trong mùa nóng, bức xạ mặt trời chiếm ưu thế như nguồn gốc của tăng nhiệt. Khi truyền nhiệt bức xạ có liên quan đến sức mạnh khối lập phương của nhiệt độ tuyệt đối, chẳng hạn chuyển giao là sau đó quan trọng nhất khi mục tiêu là để làm mát (tức là khi bức xạ mặt trời có bề mặt rất ấm áp). Mặt khác, chế độ mất việc dẫn điện và nhiệt đối lưu đóng một vai trò quan trọng hơn trong những tháng lạnh. Tại như vậy thấp hơn nhiệt độ môi trường xung quanh các truyền thống, nhựa và sợi cách nhiệt xen-lu-lô đóng vai trò quan trọng: các thành phần chuyển giao nhiệt bức xạ là quan trọng ít hơn và đóng góp chính của các rào cản bức xạ là sự đóng góp của không khí, độ kín cao cấp.
Tóm lại: tuyên bố cho rào cản vật liệu cách nhiệt bức xạ là chính đáng ở nhiệt độ cao, thông thường khi giảm thiểu chuyển nhiệt mùa hè, nhưng những yêu sách này không xác đáng trong mùa đông truyền thống (giữ ấm) điều kiện.

### Các hạn chế của giá trị R trong việc đánh giá các rào cản bức xạ
Không giống như chất cách nhiệt số lượng lớn, rạng rỡ các rào cản chống lại nhiệt thực hiện kém. Vật liệu như lá phản chiếu có độ dẫn nhiệt cao và sẽ hoạt động kém là một chất cách điện dẫn điện.
Các rào cản bức xạ làm chậm quá trình truyền nhiệt bằng hai phương tiện - bằng cách phản ánh năng lượng bức xạ từ bề mặt của nó hoặc bằng cách giảm sự phát xạ của bức xạ từ phía đối diện của nó.
Câu hỏi làm thế nào để định lượng thực hiện của các hệ thống khác chẳng hạn như những rào cản rạng rỡ đã dẫn đến tranh cãi và sự nhầm lẫn trong ngành công nghiệp xây dựng với việc sử dụng của giá trị R hoặc tương đương giá trị R-'cho các sản phẩm có hệ thống hoàn toàn khác nhau của truyền nhiệt ức chế. Theo tiêu chuẩn hiện hành, giá trị R được quy định đáng tin cậy nhất cho số lượng lớn vật liệu cách nhiệt vật liệu. Tất cả các sản phẩm được trích dẫn ở cuối cùng là ví dụ về các.
Tính toán hiệu suất của rạng rỡ rào cản là phức tạp hơn. Kiểm tra và thủ tục để đánh giá chất cách điện số lượng lớn không áp dụng các rào cản rạng rỡ. Mặc dù các rào cản bức xạ cao phản xạ (và thấp xạ) trong một phạm vi của quang phổ điện từ (bao gồm cả ánh sáng nhìn thấy và tia cực tím), lợi thế nhiệt của nó chủ yếu là liên quan đến phát xạ của nó trong phạm vi hồng ngoại. Giá trị phát xạ  là các số liệu thích hợp cho các rào cản bức xạ. Hiệu quả của họ khi được sử dụng để chống lại bức xạ mặt trời được thiết lập,
mặc dù R có giá trị không đầy đủ mô tả chúng.

## Suy giảm

### Cách lão hóa
Giá trị R của sản phẩm có thể xấu đi theo thời gian. Ví dụ, nén chặt của cellulose điền lỏng tạo ra các khoảng trống làm giảm hiệu suất tổng thể, điều này có thể tránh được bằng cách đông đóng gói cài đặt ban đầu. Một số loại bọt cách điện, chẳng hạn như polyurethane và polyisocyanurate được thổi với các loại khí nặng như chlorofluorocarbons (CFC) hoặc hydrochlorofluorocarbons (HFCs). Tuy nhiên, trong thời gian một số lượng nhỏ của các khí này khuếch tán của bọt và được thay thế bằng đường hàng không, do đó làm giảm hiệu quả giá trị R của sản phẩm. Có bọt khác không thay đổi đáng kể quá trình lão hóa bởi vì họ đang thổi với nước hoặc là mở di động và không chứa CFC bị mắc kẹt hoặc HFCs (ví dụ như một nửa pound bọt mật độ thấp). Trên một số thương hiệu, hai mươi năm thử nghiệm đã cho thấy không có thất thoát, giảm giá trị trong cách điện.
Điều này đã dẫn đến tranh cãi là làm thế nào để đánh giá vật liệu cách nhiệt của các sản phẩm này. Nhiều nhà sản xuất sẽ tỷ lệ R-giá trị tại thời điểm sản xuất; Bản mẫu:Chú thích cần thiết các nhà phê bình cho rằng một đánh giá công bằng hơn sẽ được giá trị của nó giải quyết Bản mẫu:Chú thích cần thiết bọt ngành công nghiệp {{| date = tháng tám 2011}} đã thông qua LTTR' (Long-Term kháng nhiệt) phương pháp, giá giá trị R dựa trên bình quân 15 năm. Tuy nhiên, LTTR hiệu quả cung cấp chỉ là một giá trị R tám năm tuổi, trong quy mô của một tòa nhà mà có thể có tuổi thọ 5-10 năm.
- Ẩn Điện: Các vật liệu cách nhiệt trong thiết bị hoặc hệ thống dây điện khác có thể trở nên giòn, có thể đến một mức độ quan trọng. Nếu cáp được mở cửa cho một sự mất mát xảy ra tai nạn nước làm mát với vật liệu cách nhiệt giòn, nó có thể có thể không thực hiện công việc của mình. Không được bảo đảm, tuy nhiên, như là những ví dụ của các loại cáp hoạt động ngay cả với vật liệu cách nhiệt giòn. Độ bền uốn trong các vật liệu cách nhiệt được đo bằng cách sử dụng một tài sản của Độ giãn dài, cáp đứt. Nếu Độ giãn dài lớn, độ giòn nhỏ, và ngược lại. Các phương pháp để dự đoán khi cách điện của cáp sẽ đạt đến cấp độ quan trọng của dòn là chỉ cho cách điện polymer trong các loại cáp thiết bị mà không có điện áp cao  ->
Hiện đã có một phương pháp thử nghiệm được hình thành để kiểm tra tính dễ cháy cách nhiệt/âm thanh. Đây là loại vật liệu cách nhiệt thường có chứa một màng mỏng của rào cản độ ẩm trên một vật liệu đánh bóng, với khả năng của bọt là một rào cản thứ hai. Kiểm tra cũng sẽ đưa vào phần tài khoản chi tiết nhỏ của cách điện mà có thể đóng góp hay không cách nhiệt là dễ cháy. Các chi tiết này bao gồm sợi, băng, và ốc vít. Kiểm tra bao gồm đưa các vật liệu cách nhiệt bên cạnh một nguồn đánh lửa, sau đó quan sát hay không bén lửa. Sau đó, nếu các mẫu vật đã bị cháy, nguồn lửa được lấy ra và cách điện được quan sát để xem nếu nó tiếp tục để ghi.

### Xâm nhập
Đúng sự chú ý để thời tiết và xây dựng [[hơi rào cản rất quan trọng cho chức năng tối ưu của chất cách điện số lượng lớn. Không khí xâm nhập có thể cho phép truyền nhiệt đối lưu hoặc hình thành ngưng tụ - cả hai đều làm giảm hiệu suất của vật liệu.
Một trong những giá trị chính của phun bọt cách nhiệt là khả năng của nó để tạo ra một nước chặt chẽ và kín con dấu trực tiếp chống lại các chất nền để giảm hiệu ứng này.

## Các giá trị ví dụ
Bản mẫu:Toàn cầu hoá
"Lưu ý rằng những ví dụ sử dụng" không-SI'định nghĩa và/hoặc được đưa ra cho một inch 1 (25,4 mm) dày mẫu
Bảng điều khiển chân không cách điện s cao nhất R-giá trị (khoảng R-45 trên mỗi inch trong các đơn vị quán Mỹ); aerogel có giá trị cao nhất R-tiếp theo (về R-10-30 trên mỗi inch), theo sau isocyanurate và insulations bọt phenolic, R-8.3 và R-7 trên mỗi inch, tương ứng. Họ được theo dõi chặt chẽ bởi polyurethane và polystyrene cách điện khoảng R-6 và R-5 cho mỗi inch. Loose cellulose, sợi thủy tinh (cả thổi và trong batts), len đá (cả thổi và trong batts) tất cả đều có một giá trị của R-khoảng R - 2,5 đến R - 4 trên một inch. Straw kiện thực hiện tại về R-1.5. Tuy nhiên, điển hình rơm kiện nhà có những bức tường rất dày và do đó là cách nhiệt tốt. Tuyết là khoảng R-1.
Gạch có một khả năng rất xấu insulative R-0,2 chỉ, tuy nhiên nó không có một khối lượng nhiệt.

### Giá trị R tiêu biểu cho mỗi đơn vị độ dày vật liệu
Cách nhiệt (danh sách các vật liệu cách nhiệt)

### Giá trị R bề mặt điển hình

#### Giá trị R bề mặt không phản xạ cho màng không khí[15]
Khi xác định kháng nhiệt tổng thể của một kết cấu xây dựng lắp ghép như một bức tường hoặc mái nhà, hiệu quả cách nhiệt của màng không khí bề mặt được bổ sung vào các kháng nhiệt của các vật liệu khác.
| Vị trí bề mặt                                                            | Hướng truyền nhiệt           | RMỹ (giờ·ft²·°F/Btu) | RSI (m²·K/W) |
| ------------------------------------------------------------------------ | ---------------------------- | -------------------- | ------------ |
| Ngang (ví dụ như: trần phẳng)                                            | Đi lên (ví dụ như: mùa đông) | 0,61                 | 0,11         |
| Ngang (ví dụ như: trần phẳng)                                            | Đi xuống (ví dụ như: mùa hè) | 0,92                 | 0,16         |
| Dọc (ví dụ như: một bức tường)                                           | Ngang                        | 0,68                 | 0,12         |
| Bề mặt ngoài trời, vị trí bất kỳ, di chuyển không khí 6,7 m/s (mùa đông) | Bất kỳ hướng nào             | 0,17                 | 0,030        |
| Bề mặt ngoài trời, vị trí bất kỳ, di chuyển không khí 3,4 m/s (mùa hè)   | Bất kỳ hướng nào             | 0,25                 | 0,044        |

Trong thực tế các giá trị bề mặt trên được sử dụng cho sàn nhà, trần nhà, và các bức tường trong một tòa nhà, nhưng không chính xác cho các khoang không khí kèm theo, chẳng hạn như giữa tấm kính. Kháng nhiệt hiệu quả của một khoang không khí kèm theo là ảnh hưởng mạnh mẽ của truyền nhiệt bức xạ và khoảng cách giữa hai bề mặt. Xem kính cách nhiệt cho một so sánh của giá trị R cho các cửa sổ, với một số hiệu quả giá trị R bao gồm một khoang không khí.

#### Radiant rào cản
| - | Vật liệu | Giá trị (Min) | Giá trị (Max) | Tham khảo | - | phản cách nhiệt | R-1 (Đối với lắp ráp mà không liền kề không khí không gian) | R-10,7 (truyền nhiệt xuống), R-6,7 (truyền nhiệt ngang), R-5 (nhiệt truyền lên) Yêu cầu kiểm tra R-giá trị từ nhà sản xuất để lắp ráp cụ thể của bạn. |

### R-Value Rule tại Mỹ
[[Ủy ban Thương mại Liên bang (FTC) điều chỉnh việc tuyên bố về R-giá trị để bảo vệ người tiêu dùng chống lại tuyên bố quảng cáo lừa đảo và gây hiểu nhầm. "Ủy ban ban hành Quy tắc R-Value  cấm, trên cơ sở công nghiệp, các hành vi không công bằng hay lừa đảo cụ thể hoặc thực hành. " (70 Fed Reg. 31.259 (31 tháng năm 2005).)
Mục đích chính của Quy tắc, do đó, là đúng sự thất bại của thị trường vật liệu cách nhiệt nhà cung cấp thông tin này trước khi mua cần thiết để người tiêu dùng. Các thông tin sẽ cung cấp cho người tiêu dùng một cơ hội để so sánh hiệu quả cách nhiệt tương đối, để chọn sản phẩm với hiệu quả lớn nhất và tiềm năng tiết kiệm năng lượng, thực hiện mua hàng hiệu quả chi phí và xem xét những biến số chính hạn chế hiệu quả cách nhiệt và thực hiện tiết kiệm năng lượng tuyên bố.
Quy tắc nhiệm vụ R-giá trị cụ thể thông tin cho các sản phẩm cách nhiệt nhà được tiết lộ trong các quảng cáo nhất định và tại các điểm bán hàng. Mục đích của yêu cầu tiết lộ R-giá trị so với quảng cáo là để ngăn chặn người tiêu dùng không bị lầm lạc bởi những tuyên bố có một mang về giá trị cách nhiệt. Tại các điểm giao dịch, một số người tiêu dùng sẽ có thể để có được những thông tin R-giá trị cần thiết từ các nhãn trên bao bì vật liệu cách nhiệt. Tuy nhiên, kể từ khi bằng chứng cho thấy rằng gói thường không có sẵn để kiểm tra trước khi mua, không có thông tin có nhãn sẽ được có sẵn cho người tiêu dùng trong nhiều trường hợp. Kết quả là, quy tắc yêu cầu rằng một tờ thông tin có sẵn cho người tiêu dùng để kiểm tra trước khi họ thực hiện mua hàng của họ.

#### Độ dày
Quy tắc giá trị R <- Cũng 44 Fed Reg. 50224, 27 tháng 8 năm 1979 --></ref>
| - | Trong nhãn, tờ thông tin, quảng cáo, hoặc các tài liệu quảng cáo khác, không cho R-giá trị cho một inch hoặc "R-giá trị trên mỗi inch của sản phẩm của bạn. Có hai trường hợp ngoại lệ: A. Bạn có thể làm điều này nếu bạn đề nghị sử dụng sản phẩm của bạn ở độ dày một inch. B. Bạn có thể làm điều này nếu kết quả thử nghiệm thực tế chứng minh rằng giá trị R-mỗi inch của sản phẩm của bạn không thả như nó được dày hơn. Bạn có thể liệt kê một loạt các giá trị R mỗi inch. Nếu bạn làm thế, bạn phải nói chính xác bao nhiêu giá trị R-giọt với độ dày hơn. Bạn cũng phải thêm tuyên bố này: "Giá trị R-mỗi inch của vật liệu cách nhiệt này khác nhau với độ dày cách nhiệt càng dày, càng thấp R-giá trị cho mỗi inch.." |